# Круминьш, Янис (футболист)
Я́нис Кру́миньш (латыш. Jānis Krūmiņš; 9 января 1992, Рига) — латвийский футболист, вратарь.

## Карьера
Воспитанник юношеского футбольного центра «Сконто», в начале 2010 года Янис Круминьш был заявлен за рижский «Олимп», в рядах которого в этом же году он дебютировал в Высшей лиге Латвии. После выбывания «Олимпа» из Высшей лиги, по окончании сезона 2011 года, и последующего его расформирования, Янис Круминьш покинул ряды клуба.
В начале 2012 года присоединился к «Юрмале», сыграл за клуб 30 матчей, в том числе в 2012 году провёл одну игру в качестве полевого игрока. Затем выступал за рижскую «Даугаву».
В 2015—2016 годах играл на Кипре, в одной из низших лиг за «Акритас Хлоракас» и в высшем дивизионе за «Пафос».
В 2017 году присоединился к клубу «Елгава», в первом сезоне был резервным вратарём и не сыграл ни одного матча, на следующий год провёл 13 игр.
Осенью 2019 года выступал в чемпионате Армении за «Ереван», клуб был безнадёжным аутсайдером и проиграл все свои матчи, а во время зимнего перерыва был расформирован.
В 2020 году был пожизненно дисквалифицирован Федерацией футбола Армении за участие в организации договорных матчей.